# Rüdiger von Groll
Rüdiger von Groll (* 27. Februar 1937 in Mainz; † 10. Januar 2020 in München) war ein deutscher Jurist und Richter am Bundesfinanzhof.

## Leben
Nach dem Abitur an Rabanus-Maurus-Gymnasium in Mainz studierte er Rechtswissenschaften in München, Tübingen und Hamburg. Er war seit 1957 Mitglied des Corps Suevia Tübingen. Er legte 1962 die erste Staatsprüfung in Tübingen und 1966 die zweite juristische Staatsprüfung in Stuttgart ab.
Von 1967 bis 1971 war er in der Finanzverwaltung von Schleswig-Holstein tätig. Danach war er am Finanzgericht Kiel ab 1971 als Richter und 1981 als Vorsitzender Richter tätig, bis er 1986 Richter am Bundesfinanzhof wurde, wo er 2002 in den Ruhestand trat.
Er war von 1993 bis 2003 Lehrbeauftragter an der Universität Bologna. An der Ludwig-Maximilians-Universität war er ab 1994 Lehrbeauftragter und ab 2003 Honorarprofessor.